# Epigytholus tuvensis
Epigytholus tuvensis är en spindelart som beskrevs av Andrei V. Tanasevitch 1995. Epigytholus tuvensis ingår i släktet Epigytholus och familjen täckvävarspindlar. Inga underarter finns listade i Catalogue of Life.